# Grundordföljd
Grundordföljd är vilken ordning fraser kommer i en prototypisk huvudsats. Det rör sig alltså inte om egentlig ordföljd utan om vilken ordning satsdelarna subjekt (S), predikat (V) och objekt (O) kommer i. I allmänhet används termen verb i stället för predikat. De två vanligaste ordföljderna är SVO och SOV. Språk med grundordföljd med objektet före subjektet är mycket sällsynta.

## Lista över grundordföljder
Dessa är de sex grundordföljder som kan bildas som permutationer av S, O och V. Därutöver finns V2-ordföljd, i vilken det bara är specificerat att verbet ska komma på andra plats, medan förstaplatsen är vikt åt meningens tema, vilken satsdel det än råkar vara. Svenskan, liksom de flesta germanska språk, är ett V2-språk.
|     | Exempel            | Exempel           | Andel   | Språkexempel                                                                                | Språkexempel |
| --- | ------------------ | ----------------- | ------- | ------------------------------------------------------------------------------------------- | ------------ |
| SOV | Jag ett äpple äter | Björnen vägen ser | ≈ 47 %  | eskimåiska, georgiska, japanska, koreanska, latin, persiska, turkiska                       | Kategori     |
| SVO | Jag äter ett äpple | Björnen ser vägen | ≈ 43 %  | engelska, franska, hausa, De flesta indoeuropeiska språken, mundang, swahili, svenska, thai | Kategori     |
| VSO | Äter jag ett äpple | Ser björnen vägen | ≈ 5 %   | biblisk hebreiska, iriska, klassisk arabiska, kymriska, maori, tagalog, ökeltiska språk     | Kategori     |
| VOS | Äter ett äpple jag | Ser vägen björnen | ≈ 1,5 % | malagassiska                                                                                | Kategori     |
| OVS | Ett äpple äter jag | Vägen ser björnen | ≈ 0,4 % | apalai, barasano, hixkaryana, panare                                                        | Kategori     |
| OSV | Ett äpple jag äter | Vägen björnen ser | ≈ 0,1 % | cakchiquel, Coeur d’Alene, huave, kemak, nadeb, ngarinyin                                   | Kategori     |